# Bis zum Schluss
Bis zum Schluss – drugi singel niemieckiego rapera Curse promujący album Freiheit. W nagraniu gościny udział wzięła niemiecka grupa rockowa Silbermond.

## Pozycje na listach
| Lista przebojów                  | Pozycja |
| -------------------------------- | ------- |
| Austria (Ö3 Austria Top 40)      | 21      |
| Niemcy (Media Control Charts)    | 7       |
| Szwajcaria (Schweizer Hitparade) | 49      |